# Влахерна
 Тази статия е за селото.  За района на Константинопол вижте Влахерна (Константинопол).  
Влахерна (на гръцки: Βλαχέρνα) е село и бивш дем в ном Арта, Епир.
Административен център на новия дем от 2011 г. насам е близката Арта. Предходно Влахерна обединявала административно съседните села Граменица, Грибово и Корфовуни (Бренища).
Влахерна е най-вече известна със своята средновековна църква „Света Богордица Влахернска“.